# Basilika St. Patrick (Ottawa)

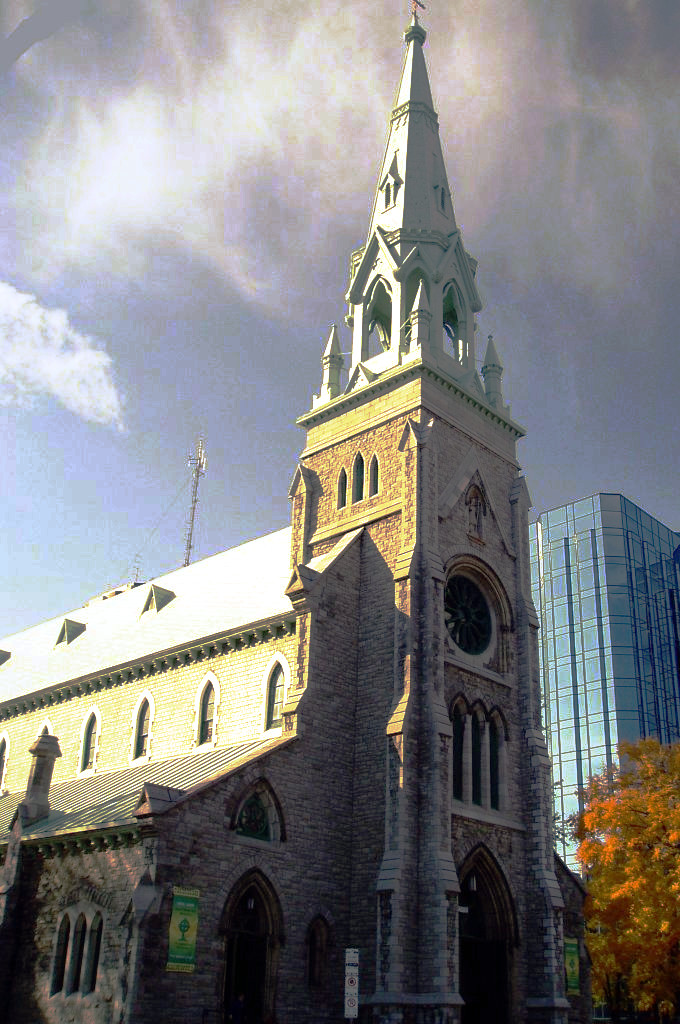
Außenansicht der Basilika

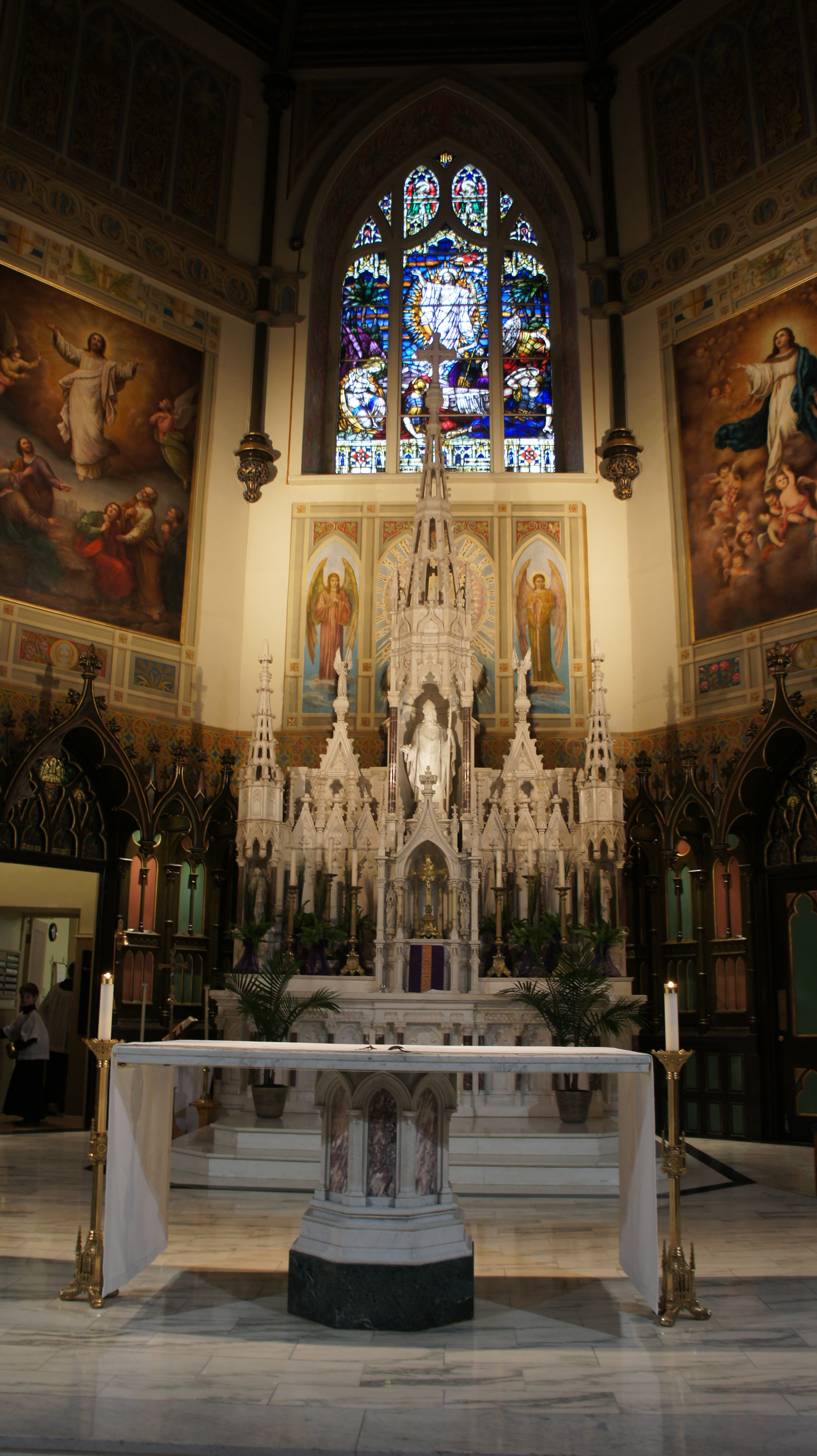
Altarraum der Basilika

Die Basilika St. Patrick (englisch St. Patrick’s Basilica) ist eine römisch-katholische Kirche in Ottawa, der Hauptstadt Kanadas. Die Kirche im Erzbistum Ottawa-Cornwall ist Patrick von Irland gewidmet und hat den Rang einer Basilica minor.

## Geschichte
Die Pfarrei wurde 1855 gegründet und sollte ursprünglich nicht nur den englischsprachigen Katholiken von Ottawa dienen, sondern auch denen der Stadt Hull (heute Teil von Gatineau) mit vielen Gläubigen irischer Abstammung. So wurde die Pfarrei St. Patrick, dem Schutzheiligen Irlands, geweiht.
Die Planung für das heutige Kirchengebäude begann 1869 unter der Leitung des Architekten Augustus Laver. Im Jahr 1872 wurde der Grundstein von Bischof Guigues (dem ersten Bischof von Ottawa) gesegnet und dem ersten kanadischen Premierminister  John A. Macdonald gelegt. Die Kirche wurde 1874/75 unter dem Architekten McCord Arnoldi weitgehend fertiggestellt und von Bischof Guigues Nachfolger Bischof Duhamel gesegnet. Am Saint Patrick’s Day 1995 wurde die Kirche durch Papst Johannes Paul II. in den Rang einer Basilica minor erhoben. Im Jahr 1998 wurde eine große Unterkirche mit einer Lourdesgrotte und Nebenräumen geschaffen.

## Architektur und Ausstattung
Das Gebäude mit 1000 Sitzplätzen wurde aus Bruchstein im neugotischen Stil errichtet. Die Kirche verfügt über eine geschnitzte und schablonierte Decke. Sie ist ausgestattet mit Marmoraltären, Buntglasfenstern und Eichenbänken. Rechts vom Altar befindet sich eine schöne Replik von Murillos Himmelfahrt der Jungfrau Maria. Die Decke, die meisten Wandgemälde und einige der Buntglasfenster stammen von Guido Nincheri aus den 1920er und 1930er Jahren. Wesentliche Fenster stammen von Franz Mayer aus München. Die Kreuzwegstationen sind Flachreliefs von 1876.
Am Haupteingang der Kirche befinden sich die Gedenkstätten aus dem Ersten und Zweiten  Weltkrieg, in denen die Namen der Gemeindemitglieder verzeichnet sind, die in diesen Kriegen umgekommen sind. Den Gefallenen wurden Fenster gewidmet. 

## Orgel
Die erste Orgel von 1887 wurde von SR Warren & Son gebaut und 1898 durch Casavant Frères wesentlich auf drei Manuale und Pedal erweitert. 1930 erfolgte eine Restaurierung mit Anfügung von Glockenspiel und Tremulant hinzu.